# Zygaenosia cingulata
Zygaenosia cingulata là một loài bướm đêm thuộc phân họ Arctiinae, họ Erebidae.